# شهرستان ایسانتی (مینه‌سوتا)
شهرستان ایسانتی، مینه‌سوتا (به انگلیسی: Isanti County, Minnesota) شهرستانی در ایالات متحده آمریکا است که در مینه‌سوتا واقع شده‌است. مطابق سرشماری سال ۲۰۲۰ در ایالت متحده، جمعیت این شهرستان در آن سال، ۴۱,۱۳۵ نفر بوده است. مرکز این شهرستان کمبریج است.